# سيجي كوراتا
سيجي كوراتا (باليابانية: 倉田精二) هو مصور ياباني، ولد في 1945 في طوكيو في اليابان.